# Rajon Briceni
Der Rajon Briceni ist ein Rajon in der Republik Moldau. Die Rajonshauptstadt ist Briceni.

## Geographie
Der Rajon Briceni liegt im äußersten Nordwesten des Landes an der Grenze zur Ukraine und zu Rumänien. Entlang der Grenze zu Rumänien fließt der Pruth. Die Nachbarbezirke innerhalb Moldaus sind der Rajon Edineț und der Rajon Ocnița.

## Geschichte
Der Rajon Briceni besteht seit 2003. Bis Februar 2003 gehörte das Gebiet zum inzwischen aufgelösten Kreis Edineț (Județul Edineț).

## Bevölkerung

### Bevölkerungsentwicklung
1959 lebten im Gebiet des heutigen Rajons 77.846 Einwohner. In den darauf folgenden Jahrzehnten stieg die Zahl der Einwohner kontinuierlich an: von 81.403 im Jahr 1970 über 82.395 im Jahr 1979 bis zu 85.395 im Jahr 1989. Bis 2004 sank wie in ganz Moldau die Bevölkerungszahl des Rajons, die in jenem Jahr unter den Wert von 1970 fiel und nur noch 78.027 betrug. 2014 lag sie bei 70.029.

### Volksgruppen
Laut der Volkszählung 2004 stellen die Moldauer mit 70,6 % die anteilsmäßig größte Volksgruppe im Rajon Briceni, gefolgt von den Ukrainern mit 25,6 %, die damit deutlich über dem landesweiten Anteil von 8,4 % liegen. Kleinere Minderheiten bilden die Russen mit 2,6 % und die Rumänen mit 0,4 % sowie die Gagausen und Bulgaren mit jeweils 0,1 %.

## Städte und Gemeinden

Lage der Städte und Gemeinden im Rajon Briceni

Der Rajon Briceni besteht aus 2 Städten und 26 Gemeinden. Criva ist die westlichste Gemeinde Moldaus.
Städte:
- Briceni
- Lipcani

Gemeinden
- Balasinești
- Beleavinți
- Bălcăuți
- Berlinți
- Bogdănești
- Bulboaca
- Caracușenii Vechi
- Colicăuți
- Corjeuți
- Coteala
- Cotiujeni
- Criva
- Drepcăuți
- Grimăncăuți
- Halahora de Sus
- Hlina
- Larga
- Mărcăuți
- Medveja
- Mihăileni
- Pererita
- Șirăuți
- Slobozia-Șirăuți
- Tabani
- Tețcani
- Trebisăuți